# Christian Ihle Hadland

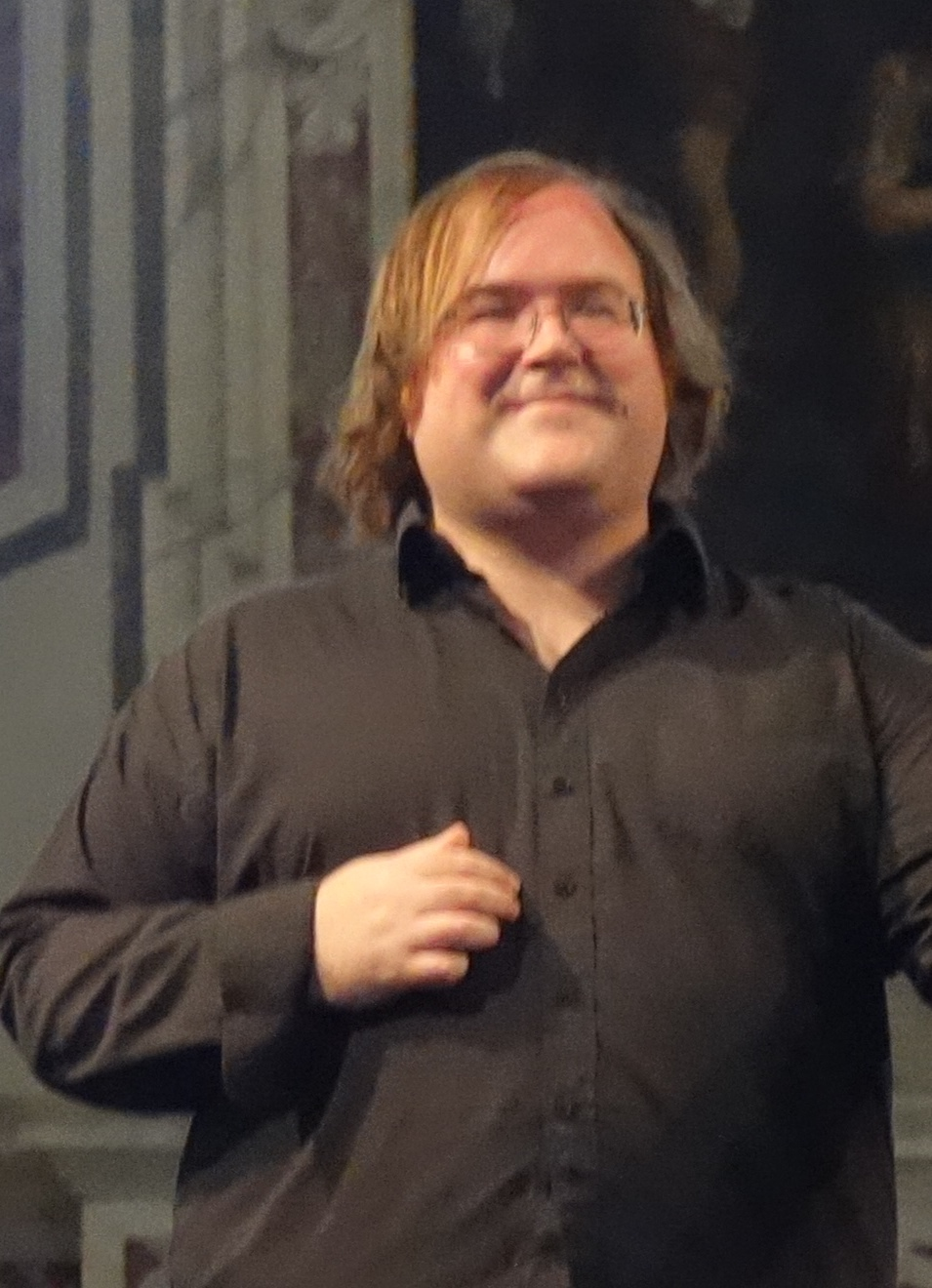
Christian Ihle Hadland (2017)

Christian Ihle Hadland (* 1983 in Stavanger, Norwegen) ist ein norwegischer Pianist.

## Leben
Seinen ersten Klavierunterricht bekam Hadland als Achtjähriger bei Ingeborg Songe-Møller. Seit seinem elften Lebensjahr studierte er bei Erling Ragnar Eriksen an der Kunstfakultät der Universität Stavanger, dem früheren Rogaland Musikkonservatorium. Später studierte er bei Jiri Hlinka am Barratt Due Institute of Music in Oslo.
Als 15-Jähriger hatte er mit dem Orchester des Norsk rikskringkasting sein Orchester-Debüt. Als Solist gastierte er beim Philharmonischen Orchester Oslo. Am 10. Dezember 2006 begleitete er die US-amerikanische Sopranistin Renée Fleming beim offiziellen Verleihungsakt des Friedensnobelpreises.
Inzwischen spielte Hadland mit allen größeren norwegischen Sinfonieorchestern, aber auch internationalen wie dem London Symphony Orchestra, dem Symphonieorchester des Bayerischen Rundfunks sowie dem des Tschechischen Rundfunks. Er nahm an bekannten Festivals teil wie dem „Risør Chamber Music Festival“, dem Bergen International Festival und dreimal hintereinander beim Kissinger Sommer (2006–2008). Bei diesen Festivals arbeitete er mit hochkarätigen Künstlern zusammen wie Janine Jansen, Truls Mørk und Clemens Hagen.
Beim internationalen Klavierwettbewerb Kissinger Klavierolymp des Jahres 2006 gewann er den 1. Preis. Im Jahr 2009 erhielt er das mit 1 Million NOK dotierte Talentstipendium des Konzerns Statoil zur Förderung seiner weiteren Karriere in den nächsten drei Jahren und 2000 gewann er den Internationalen Balys Dvarionas Wettbewerb in Vilnius (Litauen).
Der Pianist ist nicht nur als Solist bei großen Orchesterkonzerten, sondern auch als Kammermusiker und Liedbegleiter sehr gesucht.